# 10. studenoga
10. studenoga (10. 11.) 314. je dan godine po gregorijanskom kalendaru (315. u prijestupnoj godini).
Do kraja godine ima još 51 dan.

## Događaji
- 1444. – U bitki kod Varne osmanske snage porazile su vojsku hrvatsko-ugarskog kralja Vladislava I. koji je i sam poginuo.
- 1775. – Kongres SAD-a osnovao američke marince.
- 1871. – Davida Livingstonea, koji se smatrao nestalim, pronašao je Henry Morton Stanley usred Afrike i navodno pozdravio riječima: „Dr. Livingstone, pretpostavljam?”
- 1991. – Pad obrane Bogdanovaca, nakon kojeg je Vukovar ostao odsječen, jer je presječen tzv. kukuruzni put, jedina komunikacija Vukovara sa slobodnim dijelom Hrvatske.[1]

| - 1483. – Martin Luther, njemački reformator († 1546.) - 1759. – Friedrich Schiller, njemački književnik († 1805.) - 1779. – Anne-Marie Javouhey, francuska misionarka († 1851.) - 1859. – Alojzije Mišić, mostarsko-duvanjski biskup († 1942.) - 1879. – Padraig Pearse, irski političar († 1916.) - 1888. – Andrej Tupoljev, ruski konstruktor zrakoplova († 1972.) - 1896. – Vladimir Vranić, hrvatski matematičar († 1976.) - 1925. – Richard Burton, britanski filmski glumac († 1984.) - 1928. – Ennio Morricone, talijanski skladatelj († 2020.) - 1930. – Vjekoslav Vojo Radoičić, hrvatski likovni umjetnik († 2017.) - 1948. – Luciano Sušanj, hrvatski atletičar i političar († 2024.) - 1959. – Slavko Juraga, hrvatski glumac - 1966. – Jadranka Krajina, hrvatska glumica i pjevačica - 1997. – Joost Klein, nizozemski pjevač - 1999. – Armand Duplantis, švedsko-američki skakač s motkom | - 461. – Lav I., papa (* 400.) - 1891. – Štefan Žemlič, slovenski pisac (* 1840.) - 1982. – Leonid Brežnjev, sovjetski političar (* 1906.) - 1987. – Seyni Kountché, nigerski predsjednik i general (* 1931.) - 2015. – Helmut Schmidt, njemački političar i kancelar (* 1918.) |

## Blagdani i spomendani
- Dan grada Kutine